# 毛盖岩蕨
毛盖岩蕨（学名：Woodsia lanosa）为岩蕨科岩蕨属下的一个种。

## 扩展阅读
- 維基物種上的相關：毛盖岩蕨